# جردن آدئوتی
جردن آدئوتی (انگلیسی: Jordan Adéoti؛ زادهٔ ۱۲ مارس ۱۹۸۹) بازیکن فوتبال اهل بنین است.
از باشگاه‌هایی که در آن بازی کرده‌است می‌توان به باشگاه فوتبال کان اشاره کرد.
وی همچنین در تیم ملی فوتبال بنین بازی کرده‌است.